# Verne Booth
Verne Hobson Booth (né le 27 octobre 1898 à Sawyer et décédé le 27 septembre 1979 à Hendersonville) est un athlète américain spécialiste du 10 000 mètres. Affilié au Johns Hopkins Blue Jays, il mesurait 1,85 m pour 69 kg.

## Biographie

### Palmarès
| Date | Compétition           | Lieu  | Résultat | Épreuve          | Performance |
| ---- | --------------------- | ----- | -------- | ---------------- | ----------- |
| 1924 | Jeux olympiques d'été | Paris | 2e       | Cross par équipe | 14 pts      |

### Records
| Épreuve       | Performance   | Lieu | Date |
| ------------- | ------------- | ---- | ---- |
| 10 000 mètres | 32 min 14 s 6 |      | 1924 |